# 字幕机
字幕机（Character generator），簡稱CG，是一種用來將文字輸入於影片中的設備或軟體，最初是为了让聋人也可以看电影而设计出来的，而后来渐渐成了电影中各种方言的最好解释。現今的字幕機大多是以電腦使用，除可以打字幕之外，也可以打表格等。

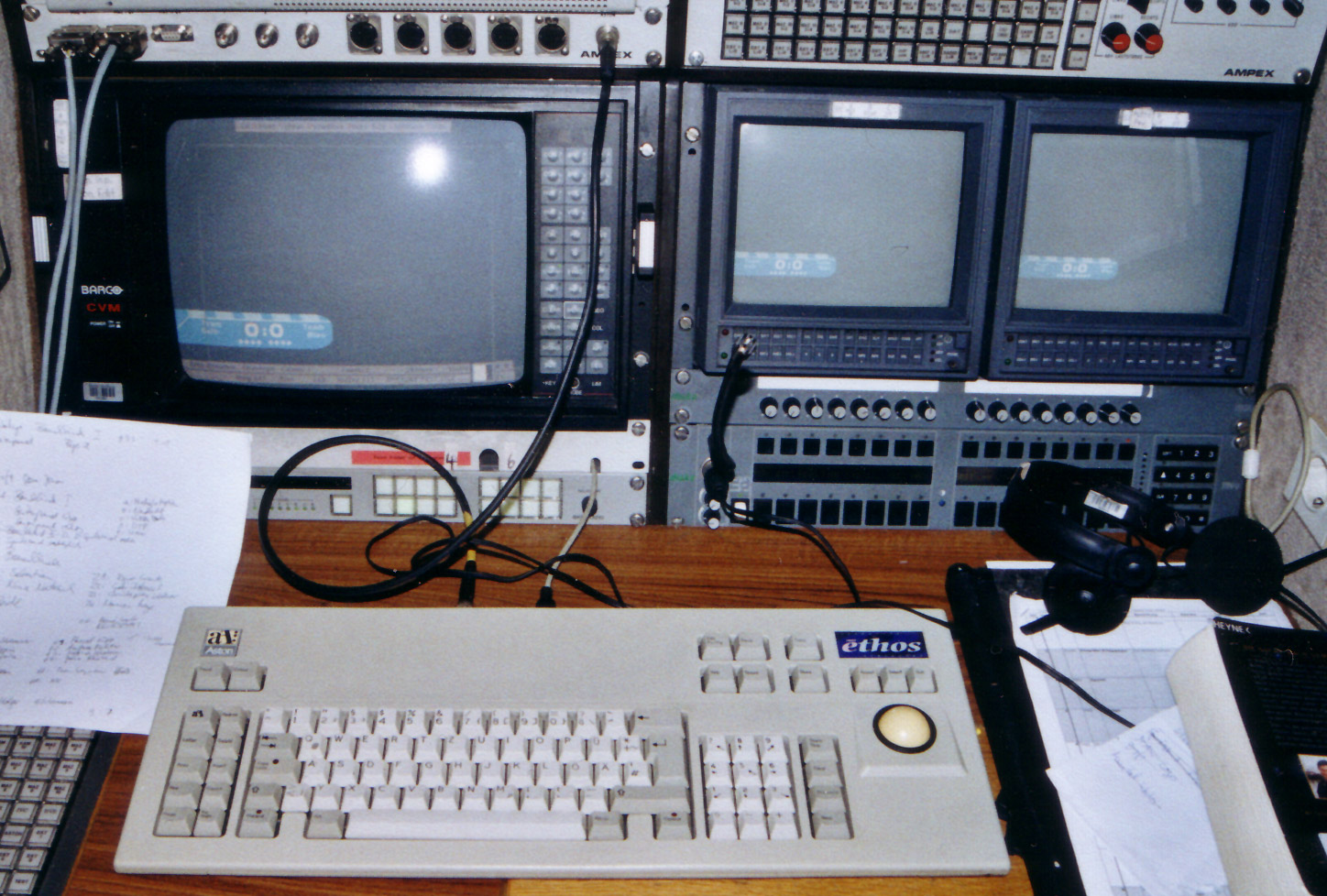
Aston Ethos字幕機